# プログレスM-43
プログレスM-43(ロシア語: Прогресс М-43)はロシア連邦が2000年にミール宇宙ステーションの補給のために打ち上げた無人宇宙補給機プログレス補給船。シリアル番号は243であった。

## 搭載貨物
6月以来無人であったステーションに1400kgを超える酸素などの気体、科学機器類、資材、燃料などの物品を輸送した。すべての輸送貨物の合計重量は1454kgであった。

## 経過
2000年10月16日0時27分6秒038(MSK、UTC21時27分6秒)、バイコヌール宇宙基地よりソユーズ-Uで打ち上げられた。2000年10月21日0時16分5秒(MSK、UTC21時16分5秒)、ミールのクバント1ポートにドッキングを行った。ランデブーおよびドッキングは自動操縦で行われた。
輸送機とステーションのドッキングには4日間(четырёхсуточная)収束方式が利用された。2日や3日の方式と比較してこの方式は大幅な燃料の節約ができた。
2001年1月25日8時19分23秒(MSK、UTC5時19分23秒)はミールからドッキングを解除し、自由飛行に移った。

## 註
1. ↑  “Хронология полётов за 2000 год”. РКК «Энергия»
2. ↑  “Грузовой корабль "Прогресс М-43" ("Progress M-43")”. 2012年9月7日時点のオリジナルよりアーカイブ。2015年7月28日閲覧。
3. ↑  “Хронология полетов за 2000-2001 год”. mir.avia.ru